# Сяо-гун
Сяо-гун (кит. упр. 孝公, пиньинь Xiàogōng), Цинь Сяо-гун (кит. упр. 秦孝公, пиньинь Qín Xiàogōng) (381 — 338 гг. до н. э.), личное имя Ин Цюйлян (кит. упр. 嬴渠梁, пиньинь Yíng Qúliáng) — правитель (гун) княжества Цинь в 361 — 338 гг. до н. э. (период Чжаньго).
Обратился к своим чиновникам и учёным вне Цинь с призывом предложить программу действий, направленную на возвеличивание своего княжества. В результате на должность главного министра был назначен Шан Ян, чиновник из княжества Вэй. Один из наиболее известных легистов Шан Ян провёл ряд радикальных реформ, приведших к серьёзным изменениям в обществе и государстве, что в дальнейшим помогло Цинь подчинить весь Китай.
Сын Сяо-гуна Ин Сы наследовал престол и стал первым царём (ваном) Цинь под именем Хуэйвэнь-вана.

## Сяо-гун в популярной культуре
- В китайском телесериале Династия Цинь (2007) роль Сяо-гуна исполнил Хоу Юн.